# Débat
Pour l’article homonyme, voir Le Débat.
 (janvier 2025).

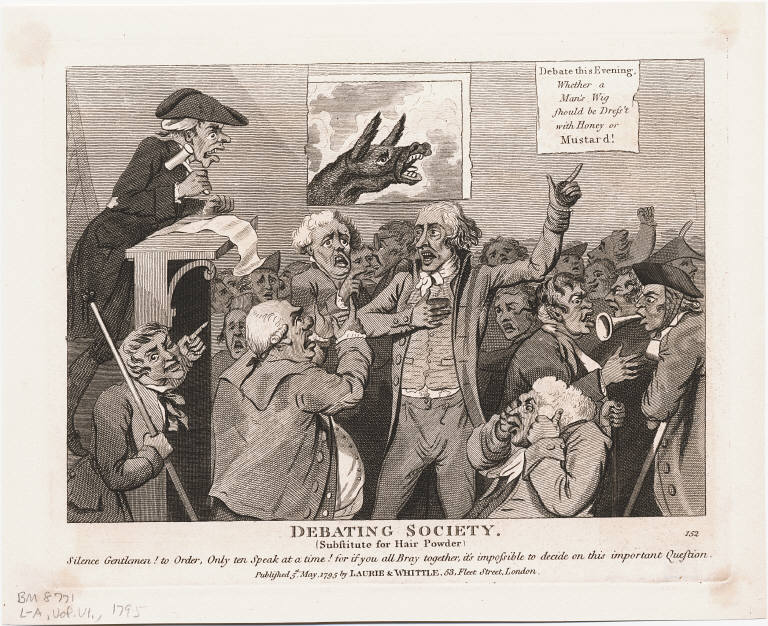
Le débat de ce soir : la perruque d'un homme doit-elle être poudrée avec du miel ou de la moutarde !
Dessin satirique de 1795 se moquant du contenu des débats, par Isaac Cruikshank, « Debating Society (Substitute for Hair Powder) ».

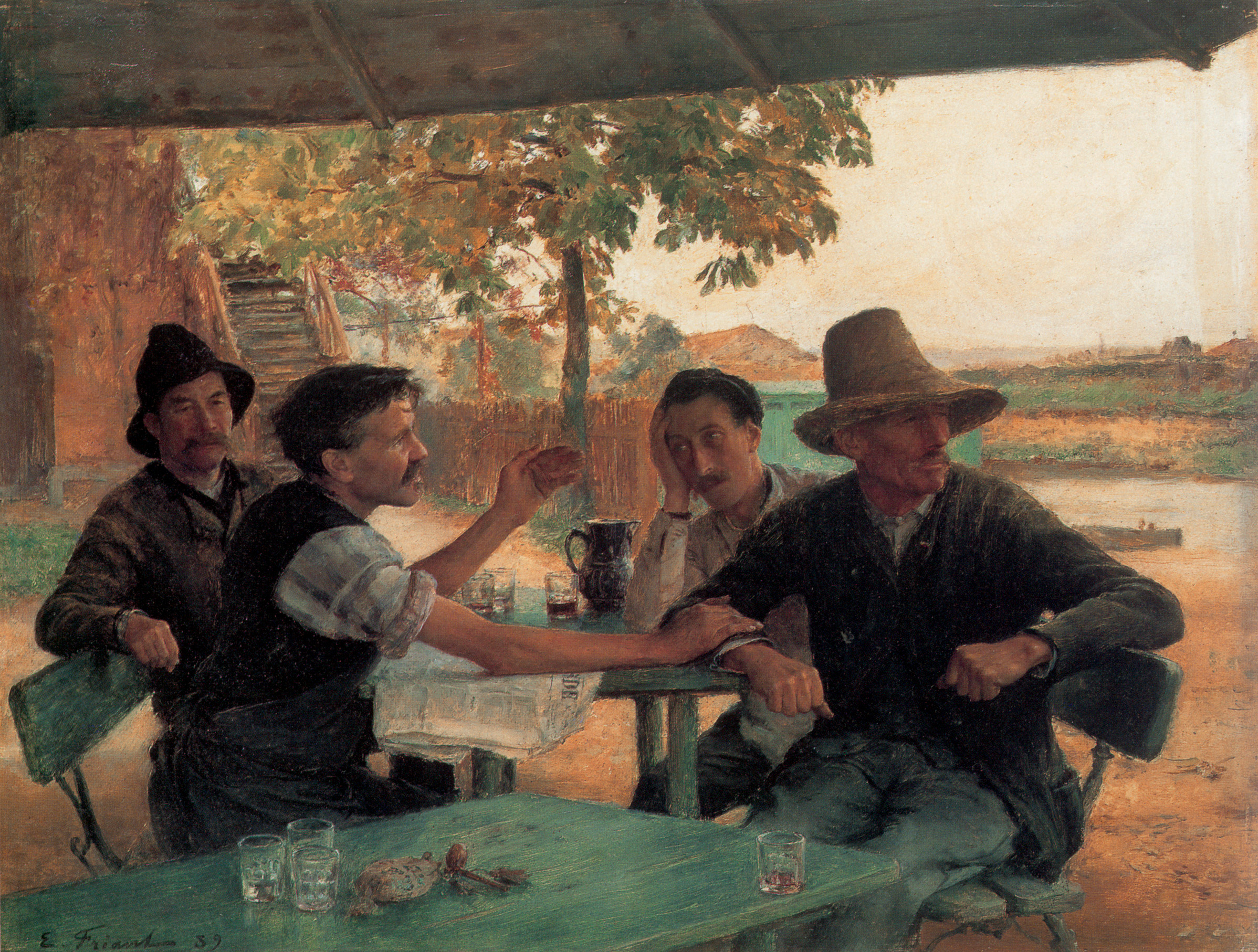
La discussion politique (Emile Friant, 1889).

Un débat est une discussion ou un ensemble de discussions sur un sujet, précis ou de fond, à laquelle prennent part des individus ayant des avis, idées, réflexions, opinions plus ou moins divergents.
Un débat peut s'exprimer sous diverses formes, la plus courante étant la réunion en un même endroit de personnes physiques.

## Différentes formes et supports

### Débat télévisé
débat entre deux individus retransmis en direct ou non sur des chaînes de télévision. Ces débats sont généralement politiques, mais peuvent aussi concerner des sujets de société (exemple : Ce soir (ou jamais !)) ou culturels (Apostrophes).

### Débat écrit
débat d'idée ayant lieu dans un ouvrage écrit entre deux personnages fictifs ou réels. Si l'opinion est unique, il s'agit alors d'un plaidoyer. Il y a énormément d’exemples en littérature. Exemple notable : Supplément au Voyage de Bougainville de Diderot entre A et B.  

### Débat internet
internet est aussi un support pouvant donner lieu à des débats. Beaucoup de sites appelés forums y donnent souvent lieu (exemple : Doctissimo, 4chan, etc.), et certains sites ou journaux en font même leur fonction principale.

### Débat méthodique
De nombreux courants de pensée tentent d'impulser des « débats méthodiques ». Il s'agit alors de dépasser la polémique stérile, pour favoriser une approche constructive de la discussion. En France certaines tentatives ont été dans ce sens, mais restent surtout à l'état d'ébauches et de recherches. En Grande-Bretagne on peut citer le style académique nommé « débat parlementaire britannique »

Comme le disent les promoteurs du site Hyperdébat : 

« L’idée de débat méthodique part d’un constat quelque peu paradoxal. Alors que rien n’est plus commun que le fait de débattre, nous n’avons trouvé aucune méthode permettant :
- de prendre connaissance de l’état d’un débat, de ses différentes options et de leur logique, sans la pollution des inévitables redites, hors-sujet, ou discussions stériles ;
- de pouvoir apporter sa contribution avec l’assurance qu’elle sera retenue, même si elle exprime une opinion minoritaire, sous réserve qu’elle apporte un élément nouveau au débat ;
- de poursuivre le débat dans le temps. »

### Débat public
Pour les questions très complexes, impliquant un grand nombre de parties prenantes, les pouvoirs publics peuvent juger nécessaire d'organiser des débats publics.

## En France

### Historique

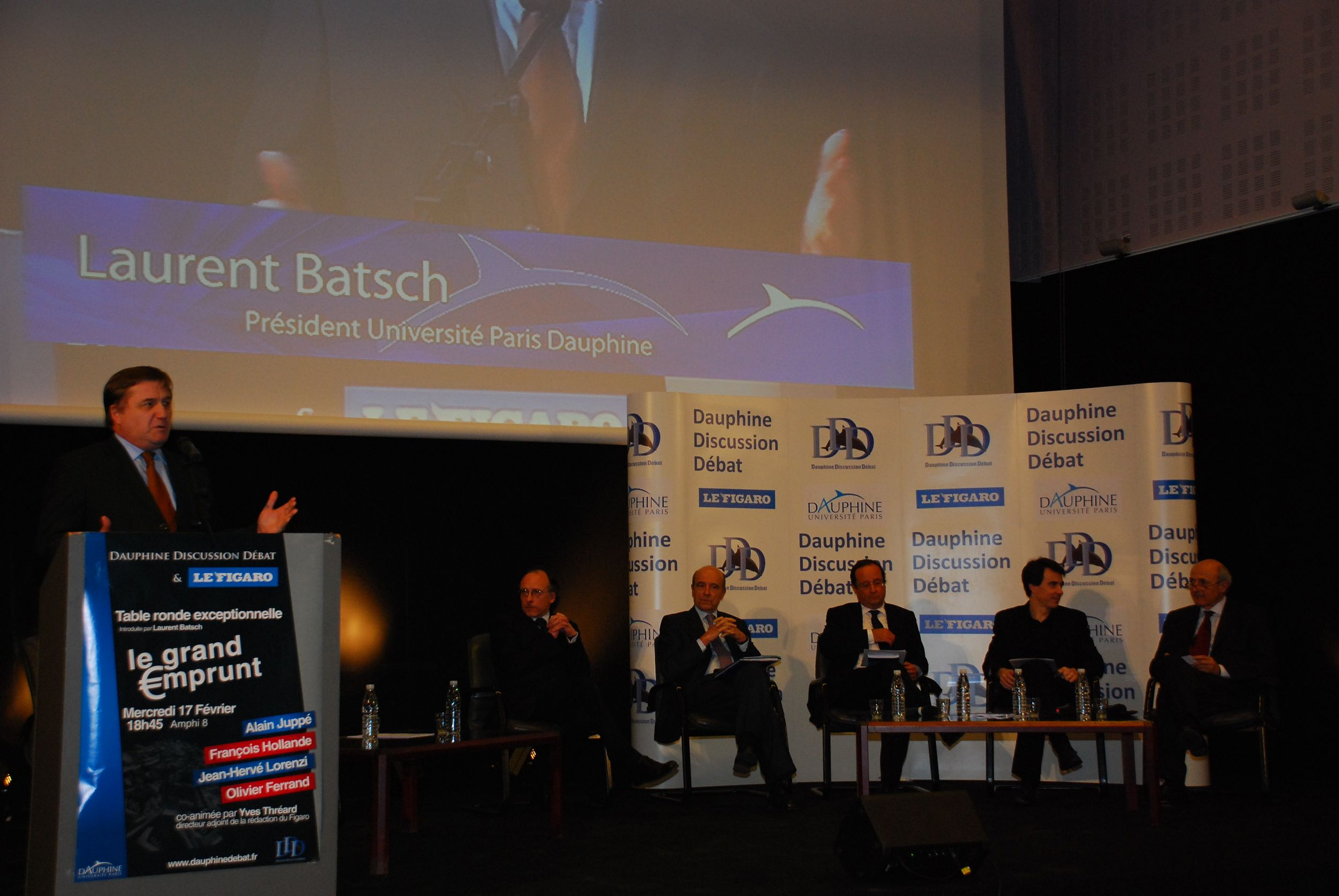
Débat sur le grand emprunt en France en 2010.

La France a une culture relativement longue du débat public : pendant la Révolution française, des débats eurent lieu à partir de 1789 à l'Assemblée nationale. Ils furent diffusés dans la population par l'intermédiaire du Journal des débats.
Cette pratique du débat public a repris avec la reconnaissance du principe de participation du public, désormais inscrit dans le système juridique français par l'article 2 de la loi du 2 février 1995 relative à la protection de l'environnement, dite loi Barnier, qui instaure la Commission nationale du débat public, créée en 2002.
La loi du 7 juillet 2011 relative à la bioéthique prévoit dans son article 46 que « tout projet de réforme sur les problèmes éthiques et les questions de société soulevés par les progrès de la connaissance dans les domaines de la biologie, de la médecine et de la santé doit être précédé d’un débat public sous forme d’états généraux ».

### L'éducation au débat dans l'enseignement en France
L'éducation au débat est une injonction importante et ancienne des programmes scolaires, notamment d’Éducation morale et civique (où l'on parle de « débat réglé ou argumenté »), même si des débats existent quant à la place réelle qui lui est effectivement attribuée.
Le débat dans un cadre scolaire peut répondre à plusieurs besoins :
- faire acquérir ou exercer des compétences, telles la capacité à mener des recherches et à prendre la parole en public, mais aussi de fixer des connaissances grâce à l'investissement des élèves ;
- aborder des enjeux civiques ou éthiques en laissant les élèves libres de leur appréciation personnelle, mais en posant des règles républicaines ;
- établir ou rétablir la cohésion au sein du groupe d'élèves lorsque des problèmes collectifs sont posés.

Les étapes d'un travail de débat sont bien identifiées :
- phase d'information initiale par l'enseignant ;
- phase de recherche ou de mobilisation des connaissances par les élèves ;
- phase de débat proprement dit ;
- conclusion du débat.

L'enseignant attribue en fonction de ses objectifs plus ou moins de temps à chacune de ces étapes, et peut s'appuyer sur de nombreuses aides académiques. L'important est de ne pas négliger la phase de conclusion, afin que l'éducation à la prise de décision collective, enjeu démocratique majeur, reste la finalité.

## Débats célèbres
Voici quelques exemples de débats célèbres :
- le débat télévisé du second tour de l'élection présidentielle française entre les deux candidats à la présidence restant après le premier tour de l'élection présidentielle, notamment ceux de 1974 et 1981 entre Valéry Giscard d'Estaing et François Mitterrand. Ce débat se tient depuis l'élection présidentielle de 1974, hormis lors de l'élection présidentielle de 2002 : en effet, à cette date Jacques Chirac, qui affrontait au second tour Jean-Marie Le Pen, refusa d'y participer ; le débat n’eut donc pas lieu cette année-là ;

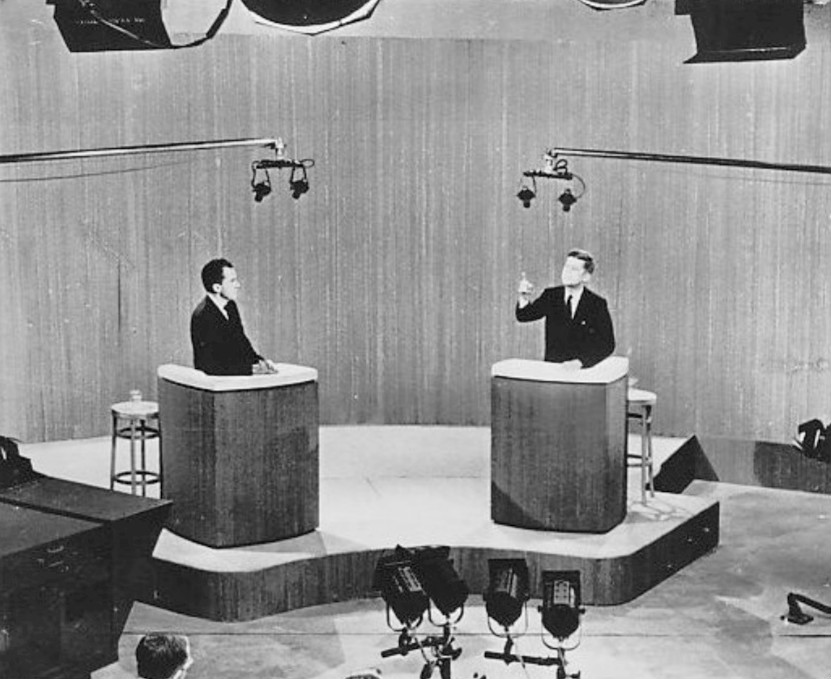
Débat télévisé entre Nixon et Kennedy le 21 octobre 1960 à New York.

- le débat télévisé entre Richard Nixon et John Fitzgerald Kennedy lors de l'Élection présidentielle américaine de 1960 est aussi resté dans les mémoires ;
- de nombreux débats historiques sont célèbres. Ils portent notamment sur la véracité de faits passés (exemple : la présence de « l'or nazi » en Suisse) ou sur la culpabilité de personnages historiques (Jésus, Napoléon, Pétain, Mandela, etc.) ;
- le Grand débat national institué en France par le président de la République Emmanuel Macron à la suite du mouvement de contestation nationale des Gilets jaunes en 2019, afin de calme le mouvement populaire. Ce débat lancé pour relancer la démocratie n'a malheureusement donné lieu à aucune reprise par les pouvoirs exécutif ou législatif.